# Alexandre Loiset
 (juin 2025).
Alexandre Benjamin Loiset est un homme politique français né le 18 février 1797 à Valenciennes (Nord) et décédé le 29 septembre 1858 à Lille (Nord).

## Biographie
Vétérinaire du département du Nord en 1819, il est président de la société des sciences, arts et agriculture de Lille et correspondant de plusieurs sociétés savantes. Il écrit de nombreux ouvrages professionnel et participe à la fondation de la société centrale de médecine du Nord. Il est député du Nord de 1848 à 1851, siégeant avec la gauche modérée.

## Sources
- « Alexandre Loiset », dans Adolphe Robert et Gaston Cougny, Dictionnaire des parlementaires français, Edgar Bourloton, 1889-1891 [détail de l’édition]